# Cyathidites
Genre
Cyathidites est un genre fossile de fougères identifiées à partir de leurs pollens fossilisés.

## Classification
Le nom correct complet (avec auteur) de ce taxon est Cyathidites Couper, validement publié en 1953 par le paléobotaniste Robert A. Couper (d). L'espèce type est Cyathidites australis.

## Liste des espèces
Selon Palynodata (18 décembre 2023) :
- Cyathidites antweilerensis
- Cyathidites asper
- Cyathidites australis
- Cyathidites breviradiatus
- Cyathidites chagrenatus
- Cyathidites clarus
- Cyathidites concavus
- Cyathidites congoensis
- Cyathidites coniopteroides
- Cyathidites conspicuus
- Cyathidites cooksonii
- Cyathidites corniculatus
- Cyathidites corniger
- Cyathidites couperi
- Cyathidites crassiangularis
- Cyathidites crassiangulates
- Cyathidites crassiangulatus
- Cyathidites crassimarginatus
- Cyathidites cutchensis
- Cyathidites dehiscensi
- Cyathidites densus
- Cyathidites dewintonensis
- Cyathidites diaphana
- Cyathidites divaricata
- Cyathidites flavatus
- Cyathidites formosus
- Cyathidites fortivallatus
- Cyathidites foveolatus
- Cyathidites gaopyangensis
- Cyathidites garoensis
- Cyathidites ghuneriensis
- Cyathidites giganticus
- Cyathidites gigantis
- Cyathidites grandis
- Cyathidites harbourensis
- Cyathidites hausmanioides
- Cyathidites hausmannioides
- Cyathidites hausmannioidites
- Cyathidites inaequalipunctatus
- Cyathidites indicus
- Cyathidites infrapunctatus
- Cyathidites junctus
- Cyathidites jurassicus
- Cyathidites kashmirensis
- Cyathidites kerguelensis
- Cyathidites labiatus
- Cyathidites lineatus
- Cyathidites longelaesuratus
- Cyathidites magnanimus
- Cyathidites major
- Cyathidites medicus
- Cyathidites medius
- Cyathidites mesozoicus
- Cyathidites microcutis
- Cyathidites microreticularis
- Cyathidites microreticulatis
- Cyathidites mikirensis
- Cyathidites mikirii
- Cyathidites minor
- Cyathidites minus
- Cyathidites mundulus
- Cyathidites nigrans
- Cyathidites nigrus
- Cyathidites nitidus
- Cyathidites offshorensis
- Cyathidites paleospora
- Cyathidites parvipunctatus
- Cyathidites parvus
- Cyathidites patagonicus
- Cyathidites platigonus
- Cyathidites platygonus
- Cyathidites porospora
- Cyathidites pseudopunctatus
- Cyathidites punctatiformis
- Cyathidites punctatus
- Cyathidites rafaeli
- Cyathidites rafaelii
- Cyathidites rajmahalensis
- Cyathidites rarus
- Cyathidites reticularis
- Cyathidites rhomboideus
- Cyathidites rugosus
- Cyathidites sabuli
- Cyathidites splendens
- Cyathidites subgranulatus
- Cyathidites subtilis
- Cyathidites tajmyrensis
- Cyathidites tectifera
- Cyathidites torisimilis
- Cyathidites triangularis
- Cyathidites triangulus
- Cyathidites trifurcus
- Cyathidites trilobatus
- Cyathidites triplanoid
- Cyathidites truncatus
- Cyathidites turgidorimosus
- Cyathidites xuanhuaensis

Selon la Paleobiology Database (18 décembre 2023) :
- † Cyathidites asper Dettmann, 1963
- † Cyathidites australis Couper, 1953
- † Cyathidites concavus Dettmann, 1963
- † Cyathidites congoensis Sah, 1967
- † Cyathidites crassiangulatus Balme, 1957
- † Cyathidites cutchensis Singh et al., 1964
- † Cyathidites flavatus Venkatachala et al., 1968
- † Cyathidites ghuneriensis Singh et al., 1964
- † Cyathidites grandis Singh et al., 1964
- † Cyathidites harbourensis Mathur & Chopra 1982
- † Cyathidites jurassicus Kar & Sah, 1970
- † Cyathidites kashmirensis Thiergart & Frantz, 1962
- † Cyathidites medicus Sah & Jain, 1965
- † Cyathidites mesozoicus Potonié, 1956
- † Cyathidites minor Couper, 1953
- † Cyathidites paleospora Alley & Broadbridge, 1992
- † Cyathidites patagonicus Archangelsky, 1972
- † Cyathidites pseudopunctatus Singh et al., 1964
- † Cyathidites pulchellus Cao, 1994
- † Cyathidites punctatus Delcourt et al., 1963
- † Cyathidites rafaeli Burger, 1980
- † Cyathidites rajmahalensis Sah & Jain, 1965
- † Cyathidites trilobatus Sah & Jain, 1965